# Cimetière vieux de Béziers
Le cimetière vieux de Béziers est un cimetière situé dans la ville de Béziers, dans le département de l’Hérault, dont l’entrée se fait par l’avenue du Cimetière Vieux. 

## Historique
Le cimetière vieux est fondé en 1812, puis agrandi en 1863. En 1870, une colonne brisée est installée comme monument en hommage aux républicains de Béziers arrêtés et exécutés en 1852, après leur opposition à la prise du pouvoir par Napoléon III. En 1913, le clergé de Béziers se voit obligé de démentir la rumeur qui accorderait à une statue de la Vierge présente dans le cimetière des propriétés de guérison miraculeuse.

## Caractéristiques
Il occupe environ quatre hectares, et s’organise en secteurs délimités par des allées bordées de cyprès. Parfois qualifié de « Père-Lachaise biterrois », il abrite des tombes de familles de notables de la ville. Certaines sépultures sont agrémentées de sculptures de Jean-Antoine Injalbert, Jean Magrou (qui sont eux-mêmes enterrés dans ce cimetière) ou Henri Parayre. D’autres sont porteuses de symboles maçonniques comme l’équerre et le compas.

## Personnalités inhumées
- Armand Brunet de Villeneuve (1780-1857), préfet et député
- Jules Cadenat (1885-1966), joueur de rugby et imprimeur (chapelle)
- Jean-Marie Cordier (1785-1859), ingénieur spécialiste en hydraulique, funérailles organisées par la municipalité[2] (statue)
- Anita Garbín (1915-1977), républicaine espagnole immortalisée par les photographies d'Antoni Campañà
- Paul Crauchet (1920-2012), acteur
- Valentin Duc (1858-1915), ténor lyrique (monument)
- Antoine Fabre (1860-1928), entrepreneur (statue)
- Gustave Fayet (1865-1925), peintre et collectionneur
- Jean-Antoine Injalbert (1845-1933), sculpteur (statue)
- Charles Labor (1813-1900), peintre
- Joseph Lazare (1885-1967), maire communiste de Béziers, sénateur
- Jean Magrou (1869-1945), sculpteur
- Jean Meyer (1855-1931),  écrivain, philosophe, scientifique et philanthrope

## Galerie

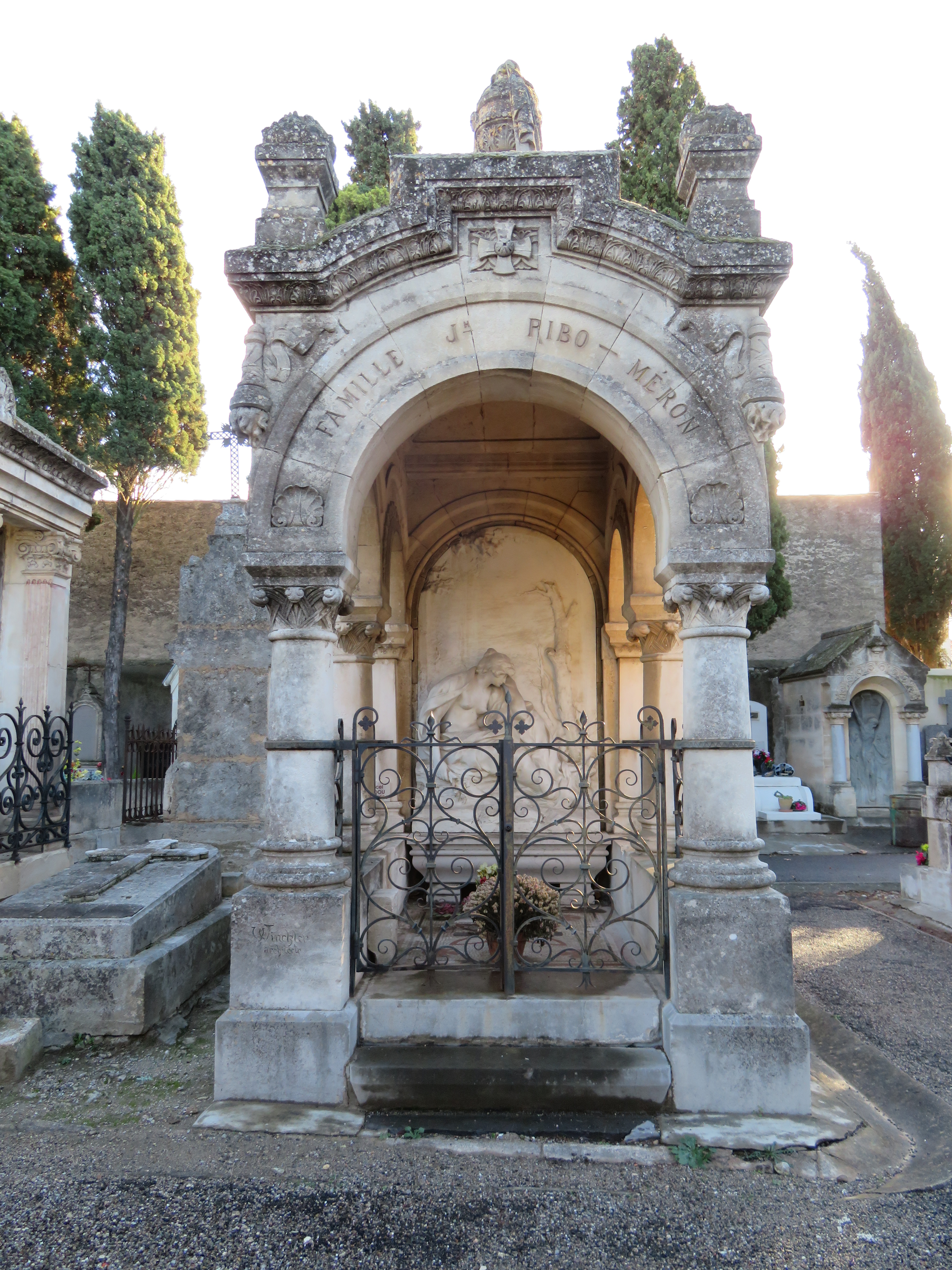
Chapelle Ribo-Méron (sculpture d’Injalbert)
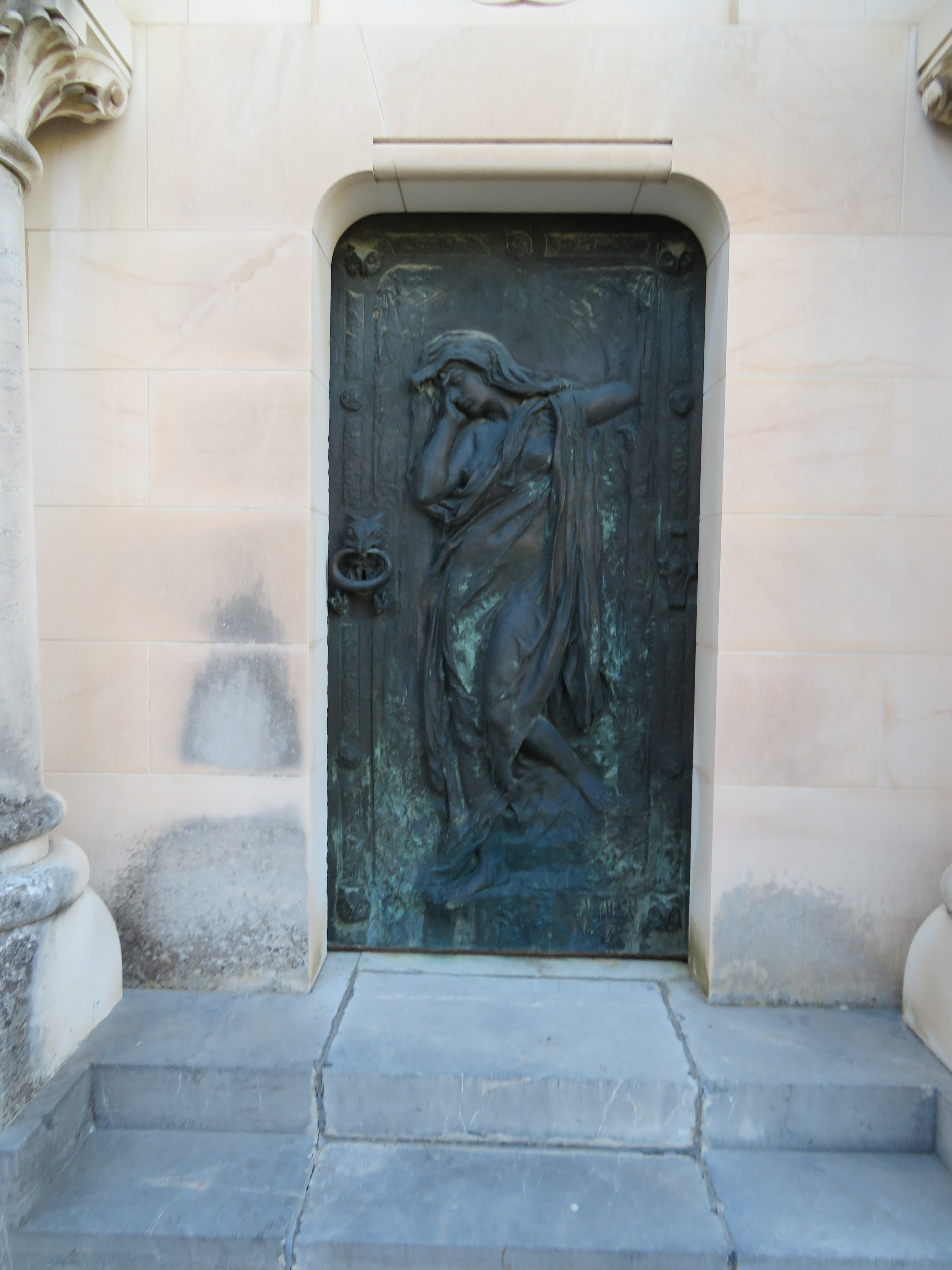
Tombe Chappaz (sculpture d’Injalbert)
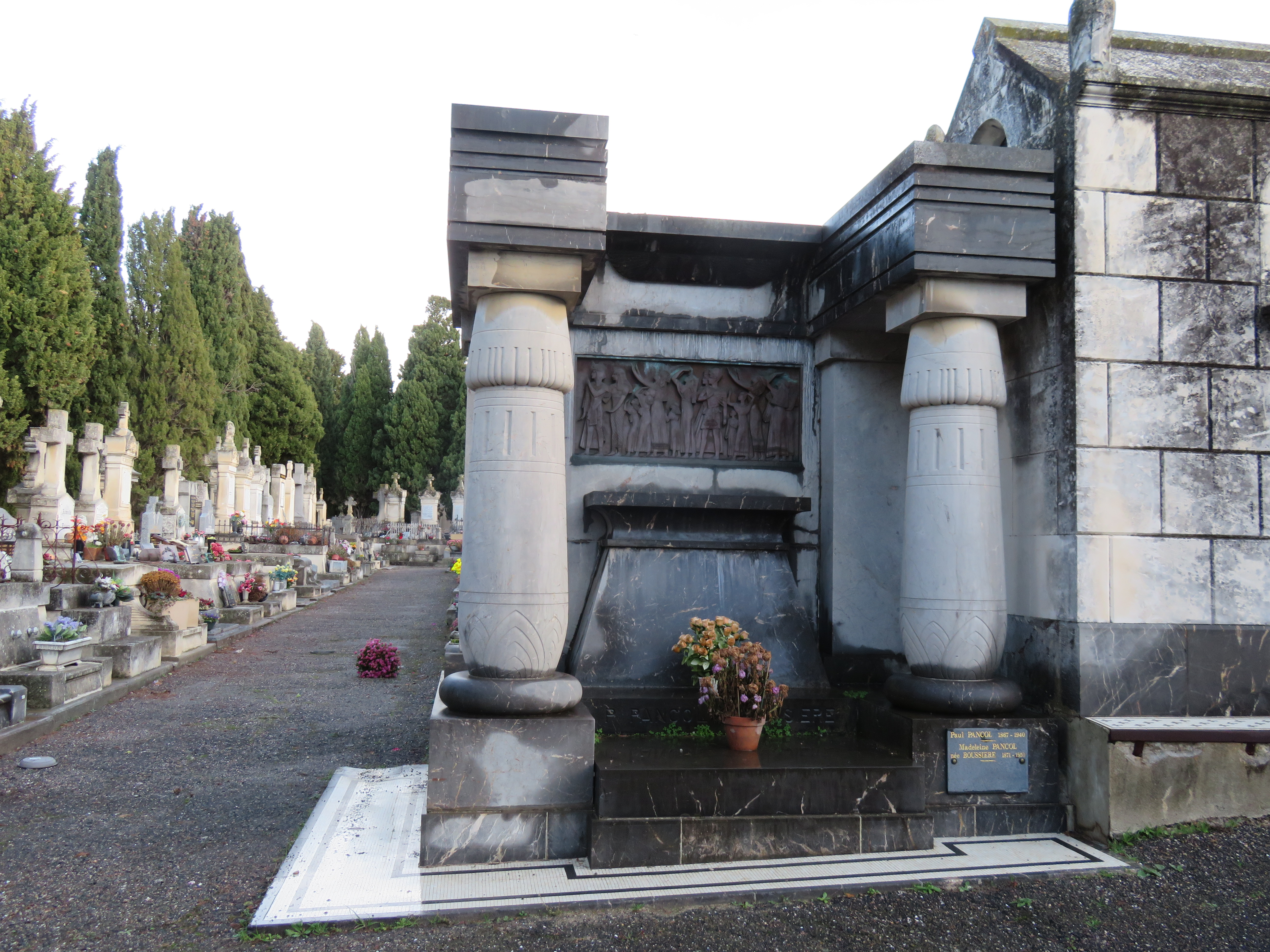
Tombe Pancol (sculpture de Jean Magrou)
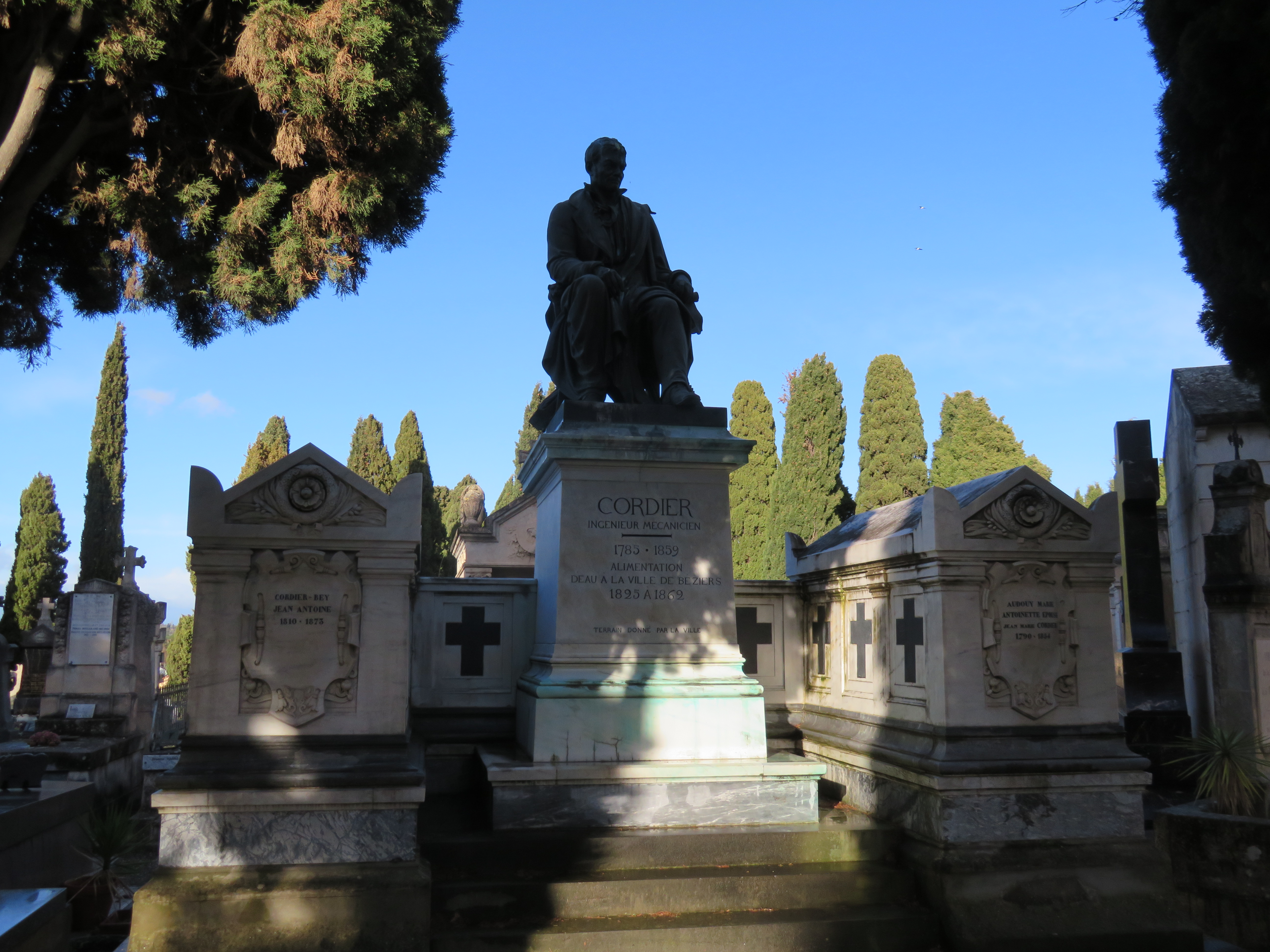
Tombe de Jean-Marie Cordier (sculpture d’Alexandre Oliva)
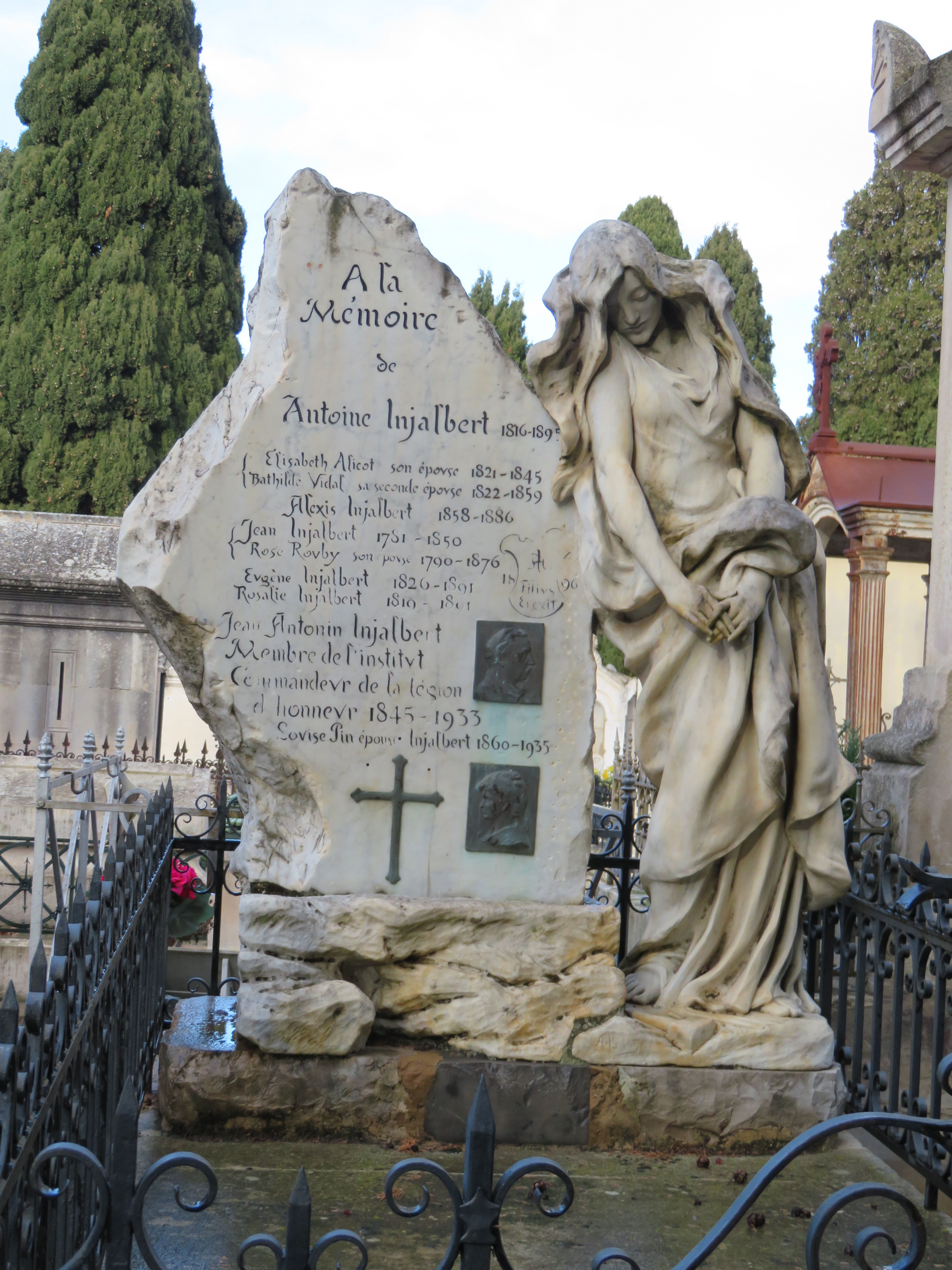
Tombe d’Injalbert (sculpture de lui-même)